# Dinah Whipple
Dinah Chase Whipple (New Castle, 1760-New Hampshire, 13 de febrero de 1846) fue una esclava emancipada norteamericana, líder en Portsmouth, la comunidad negra libre de New Hampshire. Fundó la primera escuela para niñas negras de Nueva Inglaterra. 

## Biografía
Dinah Whipple nació alrededor de 1760, cuando la esclavitud era una institución legal en Estados Unidos. Fue esclavizada por el ministro congregacionalista Reverendo Chase de New Castle (New Hampshire). Con él se trasladó a Hampton, también en el estado de New Hampshire, durante la Guerra de la Independencia de los Estados Unidos trabajando como empleada doméstica. Mientras estuvo allí, estudió religión con el Reverendo Dr. Thayer y aprendió a leer y escribir, algo poco común entre las mujeres de la zona y negras en esa época. Whipple y toda su familia fueron bautizados en la Iglesia Congregacionista. 
El 22 de febrero de 1781 fue liberada por su dueño y se mudó a Portsmouth, donde se casó con el príncipe Whipple, un ex soldado de la Guerra de la Independencia.Allí vivieron durante varios años más, posiblemente como sirvientes remunerados y tuvieron siete hijos juntos, uno de los cuales falleció en 1791. 
Cuatro años después el matrimonio se mudó con el hermano y la cuñada de Prince –Cuffee y Rebecca Whipple– a una casa en High Street. Alrededor de 1806, Dinah abrió una escuela, es probable que en su propia casa con el nombre de Escuela Benéfica Africana de Señoritas. La escuela funcionó hasta 1832. 
En 1796 murió su marido y Dinah Whipple aunque continuó trabajando, incluso aceptando trabajos de la iglesia, quedó en una situación económica muy precaria.De esta manera, a partir de 1825 empezó a recibir asistencia caritativa de la Iglesia Norte de Portsmouth. En 1832, Whipple se vio obligada a abandonar su casa en High Street debido a su deteriorado estado.Como la esposa del antiguo esclavizador de Prince también murió ese año, sus herederos decidieron otorgarle a Dinah el uso de una casa en Pleasant Street, además de una pequeña anualidad. Dina vivió allí durante catorce años, a veces acompañada de sus hijos mayores. 
Whipple murió el 13 de febrero de 1846.North Church le hizo un regalo a su hija y se encargó de pagar su funeral. Whipple probablemente fue enterrada en el cementerio Old North de Portsmouth con su esposo, aunque no existen certezas de ello.

## Reconocimientos
A su muerte, Whipple fue elogiada en el Portsmouth Journal of Literature and Politics, algo muy poco común para una persona negra en la época, con las siguientes palabras: "Pocos, de cualquier color, han vivido una vida más recta, virtuosa y verdaderamente cristiana... disfrutaron de una vejez más tranquila, sosegada y feliz, y pocos han tenido una muerte más apacible y feliz". 
La Academia Dinah Whipple STEAM, de la Universidad de New Hampshire, "un programa educativo inmersivo que explora la ciencia, la tecnología, la ingeniería, las artes y las matemáticas (STEAM), así como la experiencia de los negros", lleva su nombre en honor a Whipple. 